# Invincible (песня Machine Gun Kelly)
«Invincible» — песня американского хип-хоп исполнителя MGK. Сингл был выпущен 24 апреля 2012 года, став вторым синглом его дебютного альбома Lace Up. Песня была записана совместно с американской певицей Эстер Дин и спродюсирована Алексом Да Кидом.

## Использование песни
Песня «Invincible» стала официальной музыкальной темой pay-per-view шоу WWE Рестлмания XXVIII, а также использовалась в 2012 году в передаче НФЛ Thursday Night Football. Баскетбольная команда «Кливленд Кавальерс» проигрывала эту запись перед своими домашними матчами. Она звучала во время представления игроков «Кавальерс» и включала показ MGK в футболке «Кавальерс» с надписью «XX» вместо номера. «Invincible» также использовалась в рекламе HTC Rezound.Также эта песня присутствует саундтреке игры Watch Dogs.

## Чарты
| Чарт (2012)                              | Наивысшая позиция |
| ---------------------------------------- | ----------------- |
| US Heatseekers Songs (Billboard)         | 16                |
| US R&B/Hip-Hop Digital Songs (Billboard) | 24                |